# 洋木荷属
洋木荷属（学名：Franklinia）也称富兰克林木属，为山茶科的一个属。

## 物种
本属包括以下物种：
- 富兰克林木 Franklinia alatamaha Marshall[1]